# Іщук Руслан Васильович
Русла́н Васи́льович Іщу́к (25 червня 1949, м. Почаїв, Кременецький район, Тернопільська область — 10 січня 2022) — український музикант, диригент-хормейстер. Член Національної Ліги українських композиторів (1997), Асоціації діячів естрадного мистецтва України (1998).

## Життєпис
Народився 25 червня 1949 року в м. Почаїв (Кременецький район, Тернопільська область, нині Україна).
Закінчив Почаївську музичну школу (1964), Теребовлянське культурно-освітнє училище (1967; нині вище училище культури), Івано-Франківський педагогічний інститут (1972; нині університет).
Під час навчання у ВНЗ — керівник вокально-інструментального ансамблю (ВІА) «Опришки». Керівник ВІА: «Збруч» Тернопільської (1974—1975), «Беркут» Івано-Франківської (1975—1976) і «ЗакарпаттяЗакарпаття» Закарпатської (1980—1982) обласних філармоній.
Від 1990 — в Тернополі, керівник театру пісні «Літопис» у ТНЕУ.
Помер 10 січня 2022 року.

## Творчість
Автор музики пісень «Канни» (1968) на слова Федора Піговича, «Течія» (1967) на слова Степана Пушика та ін.
Альбоми та аудіокасети «Опришків» вийшли у Канаді (м. Торонто), США (м. Нью-Йорк), Австралії (всі — 1972) і на всесоюзній фірмі грамзаписів «Мелодія».